# Robertson River (Gilbert River)
Der Robertson River ist ein Fluss im Norden des australischen Bundesstaates Queensland.

## Geographie

### Flusslauf
Der Fluss entspringt an den Westhängen der Newcastle Range in den Atherton Tablelands, einem Teilgebirge der Great Dividing Range. Von dort fließt der Robertson River zunächst nach Norden, um nach rund 25 Kilometern nach Südwesten abzubiegen. Nach weiteren etwa 110 Kilometern wendet er seinen Lauf nach Nordwesten und mündet ungefähr 20 Kilometer nördlich von North Head in den Gilbert River.

### Nebenflüsse mit Mündungshöhen
Er hat folgende Nebenflüsse:
- Left Hand Branch – 676 m
- Pine Creek – 673 m
- Fish Hole Creek – 599 m
- Tableland Creek – 588 m
- Pandanus Creek – 550 m
- Yard Creek – 542 m
- Jinker Creek – 492 m
- Right Branch – 391 m
- Oaky Creek – 389 m
- Ropewalk Creek – 385 m
- Pinnacle Creek – 379 m
- Black Blow Creek – 370 m
- Topyard Creek – 370 m
- Mailmans Track Creek – 365 m
- Bar Creek – 363 m
- Quartz Blow Creek – 354 m
- Bull Creek – 352 m
- Gum Creek – 343 m
- Kangaroo Creek – 342 m
- Bedford Creek – 342 m
- Little Robertson River – 340 m
- Spencer Creek – 328 m
- Louey Creek – 316 m
- Agate Creek – 314 m
- Cobbold Creek – 310 m
- Slatey Creek – 304 m
- Goldfinches Creek – 297 m
- Townley Creek – 280 m